# ماريس سبيتس
ماريس سبيتس (بالإنجليزية: Marreese Speights)‏ مواليد 4 أغسطس 1987، هو لاعب كرة سلة أمريكي يلعب مع فريق غولدن ستايت ووريورز في الرابطة الوطنية لكرة السلة ويحمل الرقم 5. يبلغ طوله 6 قدم 10 بوصة (2.1 م).

## فرق لعب لها
- فيلادلفيا سفنتي سيكسرز
- ميمفيس غريزليس
- كليفلاند كافالييرز
- غولدن ستايت ووريورز

## روابط خارجية
- ماريس سبيتس على موقع إن بي أي (الإنجليزية)
- ماريس سبيتس على موقع سبورتس رفرنس (الإنجليزية)
- ماريس سبيتس على موقع كرة السلة الأوروبية.كوم (الإنجليزية)
- ماريس سبيتس على موقع كلية كرة السلة في سبورتس رفرنس.كوم (الإنجليزية)
- ماريس سبيتس على موقع ريلجم (الإنجليزية)
- ماريس سبيتس على موقع بروبوليرز (الإنجليزية)
- ماريس سبيتس على موقع سبورتس رفرنس (الإنجليزية)